# Orsonwelles polites
Orsonwelles polites – gatunek pająka z rodziny osnuwikowatych. Występuje endemicznie na Hawajach. 

## Taksonomia
Gatunek ten opisany został po raz pierwszy w 2002 roku przez Gustava Hormigę na łamach „Invertebrate Systematics”. Jako miejsce typowe wskazano Waianae Kai Forest Reserve. Materiał typowy zdeponowano w Narodowym Muzeum Historii Naturalnej. Epitet gatunkowy polites oznacza po grecku „obywatel” i jest nawiązaniem do filmu Obywatel Kane, w którym tytułową rolę zagrał Orson Welles.

## Morfologia
Samce osiągają od 8,31 do 9,92 mm długości ciała, z czego od 4,09 do 5,08 mm przypada na karapaks. Samice osiągają od 8,99 do 11,78 mm długości ciała, z czego od 4,96 do 6,2 mm przypada na karapaks. Karapaks jest ciemnobrązowy lub szary z jasną przepaską podłużną. Wysokość nadustka wynosi 2,7-krotność średnicy oczu przednio-środkowych u samicy i 2,4-krotność ich średnicy u samca. Duże i masywne szczękoczułki mają od 9 do 11 zębów na krawędzi przedniej oraz od 9 do 11 zębów na krawędzi tylnej. Sternum jest brązowawe z przyciemnionymi brzegami. Jego kształt jest dłuższy niż szeroki z przedłużeniem między biodrami ostatniej pary. Podłużnie jajowata w zarysie opistosoma ma ubarwienie ciemnobrązowe lub szare z nielicznymi kropkami w częściach przednio-bocznych oraz jaśniejszymi znakami. Stożeczek jest duży, mięsisty i porośnięty szczecinkami.
Nogogłaszczki samca mają trzy trichobotria prolateralne i cztery retrolateralne na goleni. Wyróżniają się stosunkowo małą apofizą terminalną z wyrostkiem wierzchołkowym w widoku grzbietowo-środkowym schowanym pod cymbium. Samica ma epigynum z półokrągłymi i rowkowanymi wargami oraz z małym wcięciem pośrodku płytki grzbietowej. Spermateki są małe i kuliste w kształcie.

## Występowanie i ekologia
Gatunek ten występuje endemicznie na wyspie Oʻahu w archipelagu Hawajów. Ograniczony jest w swym zasięgu do gór Waianae Range na zachodzie wyspy. Mimo takiego ograniczenia należy on do największych zasięgów spośród przedstawicieli rodziny. Spotykany był na rzędnych od 515 do 792 m n.p.m. Podawany jest m.in. z obszarów chronionych: Waianae Kai Forest Reserve, Mt Kaala Natural Area Reserve, Honouliuli Forest Reserve oraz Pahole Natural Area Reserve. Zasiedla lasy mezofityczne, głównie pierwotne, ale spotykany był też wśród roślinności stosunkowo mocno zaburzonej obcą florą. W sieciach O. polites często bytują kleptopasożytnicze omatnikowate z rodzaju Argyrodes.